# Leonid Volkov
Leonid Ivanovič Volkov (in russo Леонид Иванович Волков?; Nižnij Novgorod, 9 dicembre 1934 – Mosca, 17 maggio 1995) è stato un hockeista su ghiaccio sovietico.

## Palmarès

### Olimpiadi invernali
- Oro a Innsbruck 1964.